# Bàrbara Andreu Malferit
Bàrbara Andreu Malferit (Palma, 4 d'abril de 1594 - Inca, 24 de juny de 1628) fou una monja de l'ordre de Sant Jeroni, al convent de Sant Bartomeu d'Inca. També coneguda com a Sor Clara perquè en la comunitat que va ingressar ja hi havia una altra religiosa amb el nom de Bàrbara.
Filla d'Antoni Andreu i Catalina Malferit, va ser batejada el dia del seu naixement, per això es deia Bàrbara. La seva mare va morir en el sobrepart. Va créixer en un ambient cristià amb el seu pare i la seva nova esposa. El 1604 van demanar a bisbe per ingressar en com a monja de coro en el convent de les jerònimes de Sant Bartolomé d'Inca, on vivien. No va ingressar com a novícia fins al novembre de 1609 realitzant la professió el 13 de febrer de 1613.
Va patir diverses malalties i contrarietats eclasiàstiques -vicari, confesor i visitador- que la van censurarr per les experiències espirituals d'origen místique que deia que tenia i que havia deixat per escrit a petició del bisbe Baltasar de Borja.
La mort de Sor Clara va ser molt sentida popularment al poble d'Inca.
El setembre de 1702 es va decidir posar les restes en un sepulcre de l'església conventual. El fet de trobar el seu cos incorrupte, va fer incrementar la seva fama de santedat.